# Худувский замок
Худувский замок (пол. Zamek w Chudowie) — руины ренессансного замка, расположенные в селе Худов в гмине Гералтовице Гливицкого повята Силезского воеводства в Польше.

## История

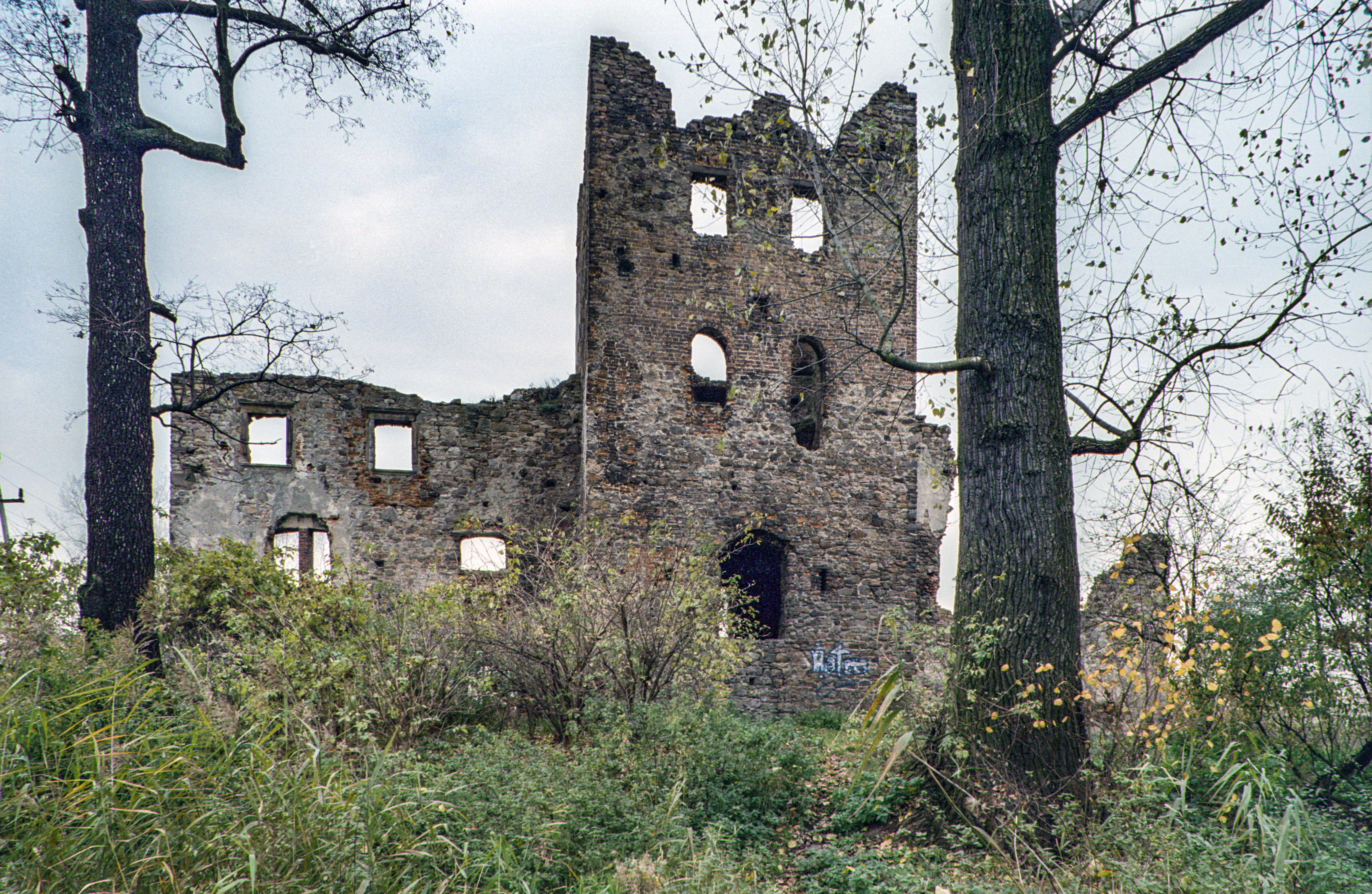
Руины замка до реновации

Каменный замок в Худуве был сооружен на месте деревянной оборонительной башни в 30-х годах XVI века шляхтичем Яном Сашовским из Гералтовиц герба Сашор.
Замок был построен из камня и кирпича на плане прямоугольника. Он имел двор с клуатрами и колодцем, а также два трехэтажных жилых дома, крытых высокими двускатными крышами, и четырехгранную, пятиэтажную башню, крытую высокой крышей. Главный вход в замок осуществлялся с юго-запада через деревянный мост, который был перекинут над замковым рвом. Шестой этаж был достроен во время перестройки замка в XIX веке, которую совершил тогдашний его владелец — Александр фон Балли.
В 1874 году замок пострадал в результате пожара.

## Современность
В 1995 году был создан фонд «Замок Худув», который впоследствии провел реконструкцию замка. До 2004 года было отстроена и покрыта крышей замковая башня, в которой сейчас размещается музей. Также были подняты стены вокруг замкового двора и восстановлена брама. Кроме того, были проведены архивные исследования, в результате которых при содействии фонда, вышли публикации об истории замка. Найденные во время археологических раскопок предметы сейчас экспонируются в замковом музее. С 1996 года на территории замка проводятся культурно-просветительские мероприятия, которые включают исторические постановки, встречи, концерты, показы фильмов и спектакли. Визитной карточкой культурно-досуговой программы замке является Средневековая ярмарка, которая проводится в августе.

## Галерея

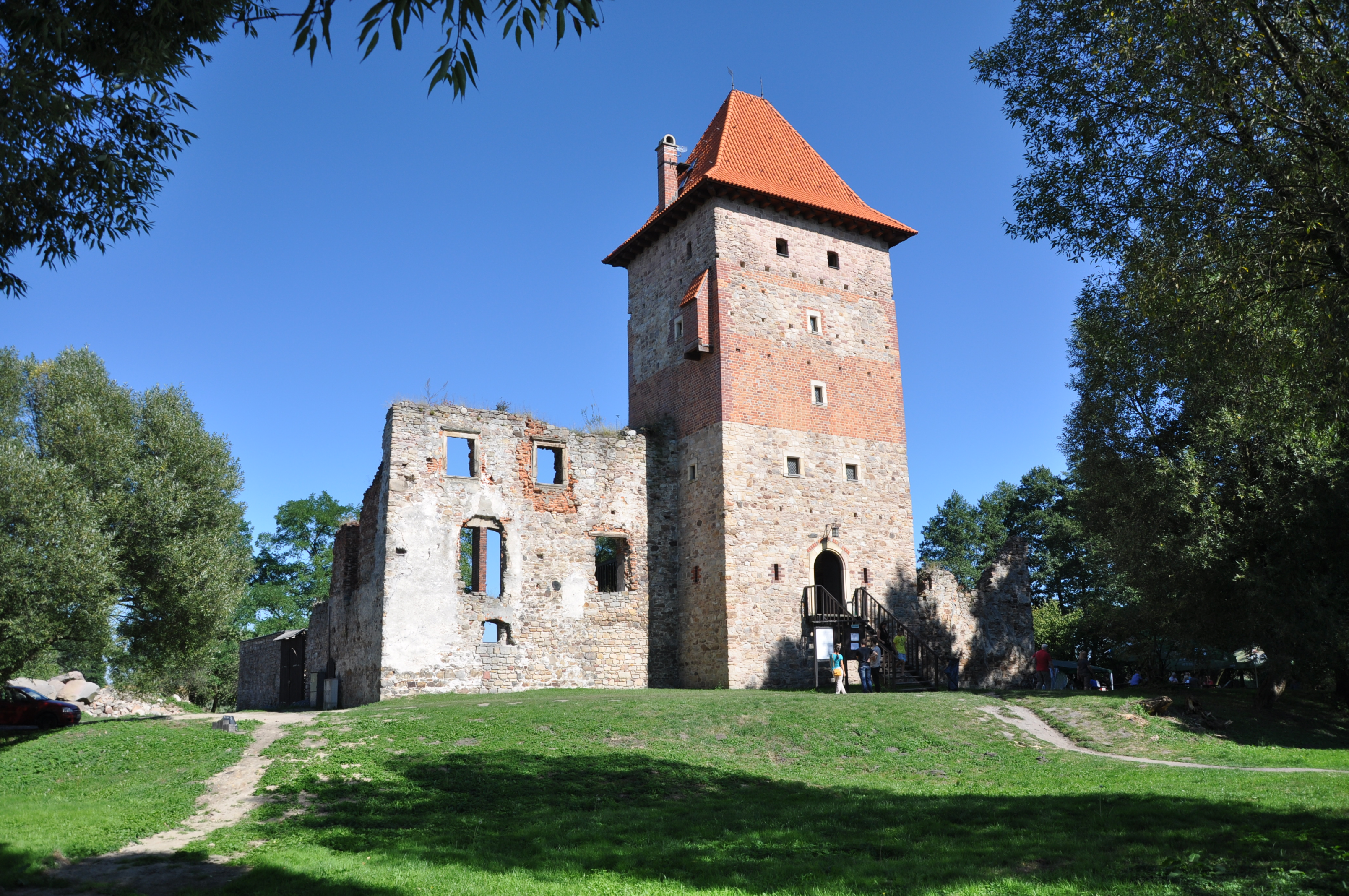
Вид замка
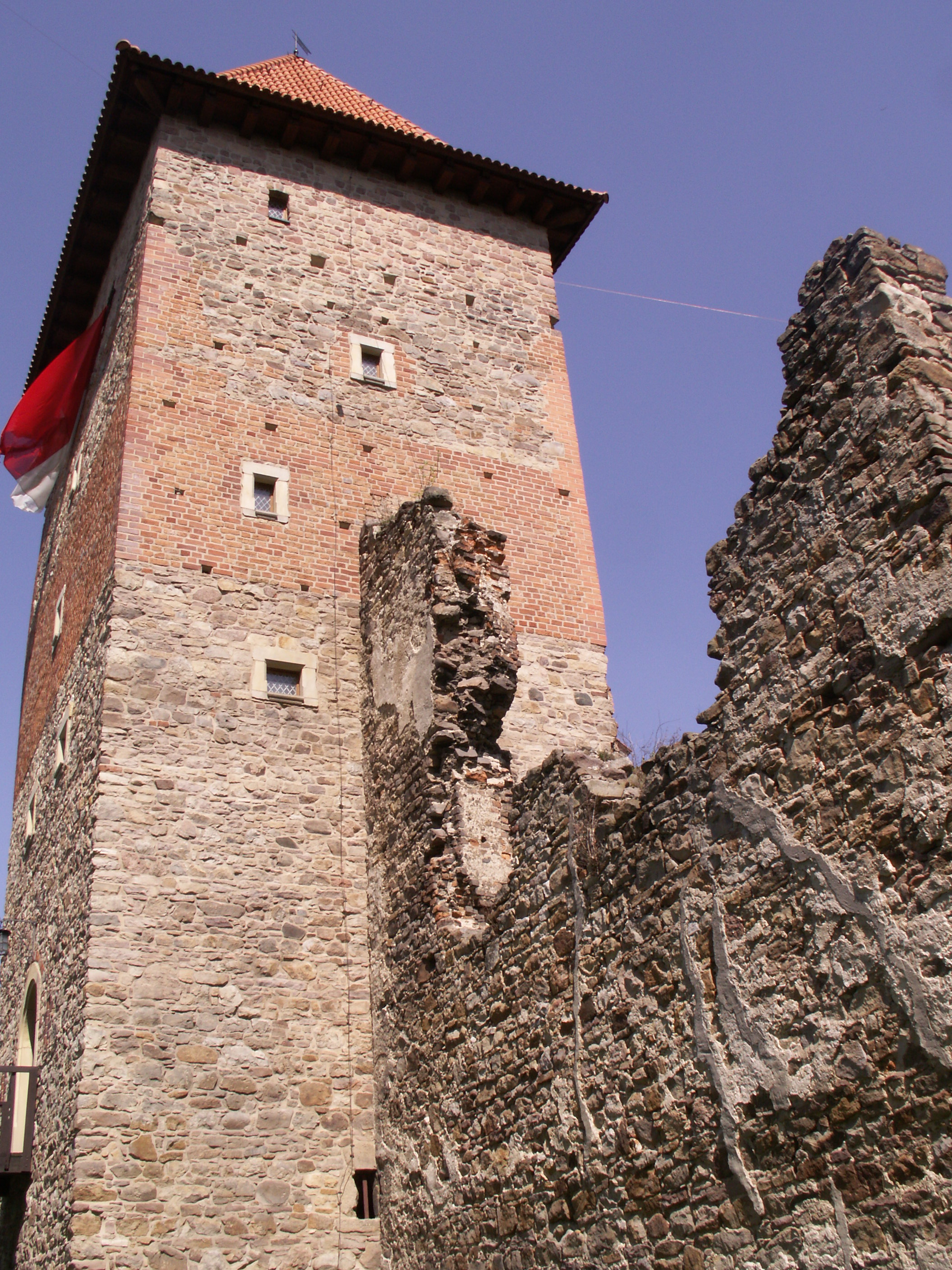
Башня замка
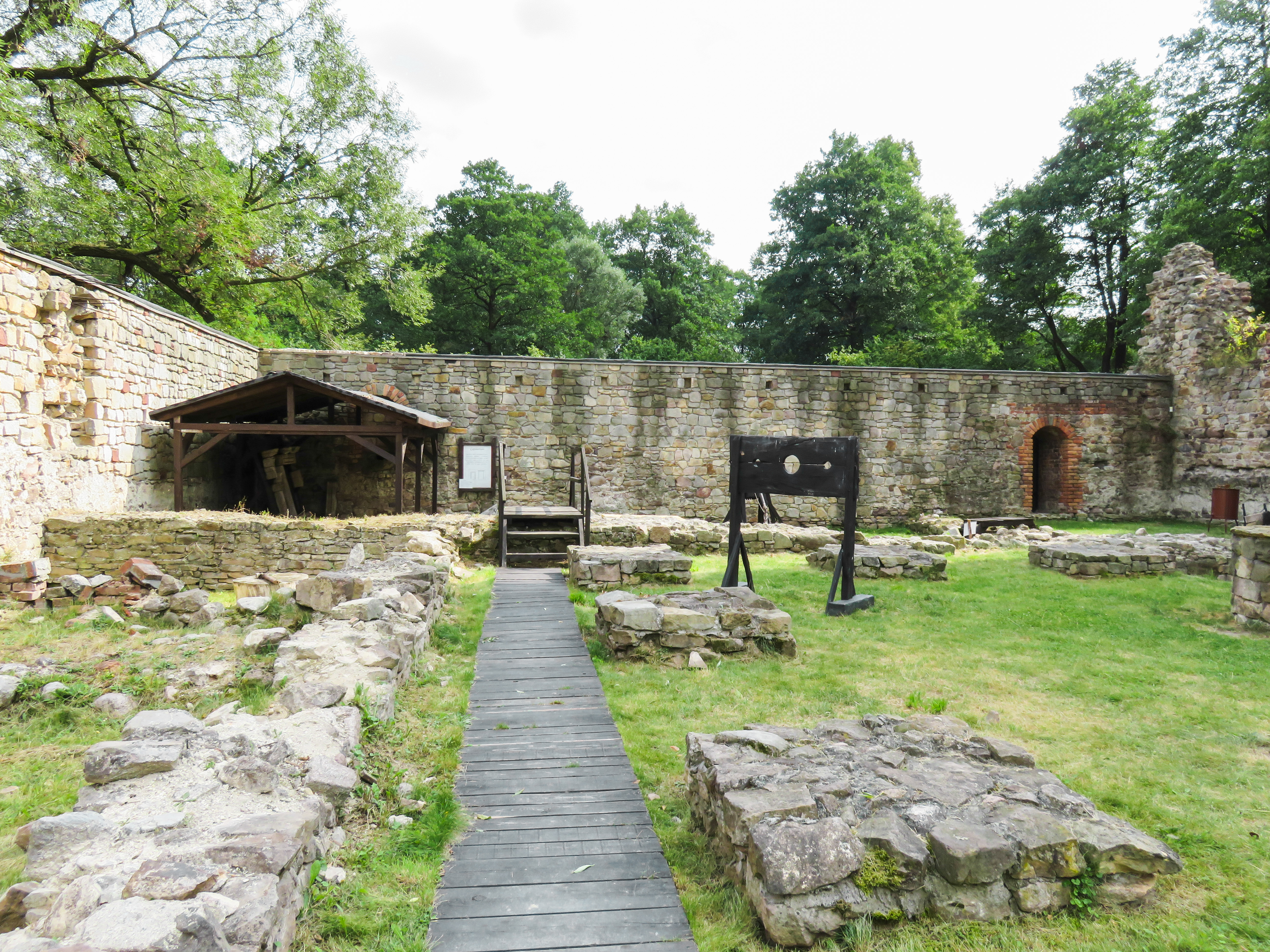
Замковый двор